# アカロア
アカロア（英：Akaroa）は、ニュージーランド南島バンクス半島に位置する町。マオリ語で“長い港”と意味する。

## 歴史
1840年代にフランスから捕鯨を目的とする移民が移住し、ニュージーランドで2番目に大きな捕鯨拠点となる。現在でもフランス色を色濃く残す町として存在する。
町中には美術工芸品を制作販売する工房やレストラン、カフェテリア、宿泊施設などが整備されている。人口は576人（2001年）。夏季休暇期には短期滞在者を含め3000人から7000人規模に人口増加する。
2006年にアカロアの行政を担当するバンクス半島地区がクライストチャーチ市と合併したため、現在はクライストチャーチ市の1区である。

## 観光
太平洋に接するバンクス半島に位置するため多くの海洋生物が生息し、イルカ観覧ツアーやイルカ（セッパリイルカほか）と泳ぐ“ドルフィン・スイム”、ハネジロペンギン観察ツアーなど各種エコロジカルツアーが開催されている。

## 交通
- クライストチャーチから国道75号線（State Highway 75）を通り約82キロメートル、90分程度の移動距離のため、静養・避暑地として人気ある町。
- クライストチャーチから各種ツアーバスも運行されている。
- 小さな町のため町中は徒歩で移動できる。